# Anzonico

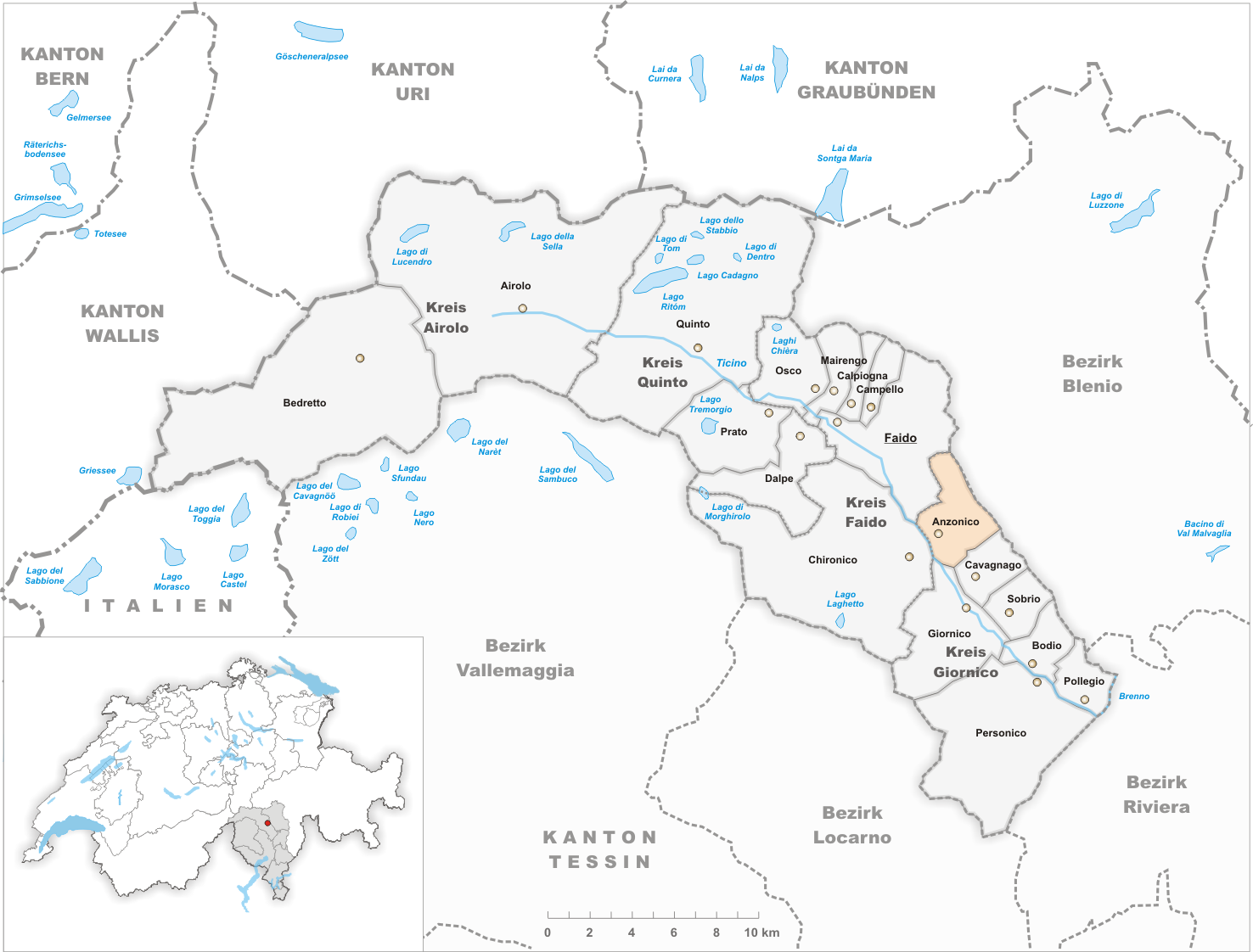
Gemeindestand bis zur Fusion am 1. April 2012

Anzonico war bis zum 31. März 2012 eine politische Gemeinde im Kreis Giornico, im Bezirk Leventina des Kantons Tessin in der Schweiz. 

## Geographie

Luftbild aus 1200 m von Walter Mittelholzer (1931)

Das Dorf liegt am linken Hang des Valle Leventina auf 1002 m ü. M. an der Strada Alta. Es hat etwa 100 Einwohner. Zusammen mit Calonico, Cavagnago und Sobrio bildet Anzonico die so genannte Traversa.

## Geschichte
Das Dorf wurde 1126 als Ançonego erstmals erwähnt; 1229 wird Anzonico als Degagna der Nachbarschaft Giornico erwähnt, zu der das Dorf bis zur Gründung einer eigenen Pfarrei 1602 kirchlich gehörte, aber die bis 1830 verpflichtet war, in die Mutterkirche San Michele in Giornico zur Prozession zu gehen und ihr eine Kerze zu weihen. 1667 wurden die Kirche, der Kirchturm und zahlreiche Häuser mit Ställen und allem Vieh durch eine Lawine weggerissen. 1802 gehörte Anzonico zu den zehn Gemeinden der Leventina, welche die Vereinigung des Tales mit Uri und nicht mit dem neuen Kanton Tessin verlangten. Auf den gut besonnten Hängen des Gemeindegebiets wird Rebbau betrieben (Obergrenze 700 m ü. M.). Seit 1850 entvölkerte sich Anzonico zunehmend. Zahlreiche Rustici sind zu Ferienwohnungen umgebaut worden.
In einer Volksabstimmung im März 2004 verwarfen die Bürger von Anzonico die Fusion ihrer Gemeinde mit Faido, Osco, Mairengo, Calpiogna, Campello, Rossura, Calonico, Chiggiogna, Cavagnago und Sobrio. Am 1. April 2012 fusionierte Anzonico mit den Gemeinden Calpiogna, Campello, Cavagnago, Chironico, Mairengo und Osco zur bestehenden Gemeinde Faido und trat damit zum Kreis Faido über. Anzonico ist aber nach wie vor eine eigenständige Bürgergemeinde.

## Bevölkerung
Einwohnerzahlen: Volkszählungsdaten

## Sehenswürdigkeiten

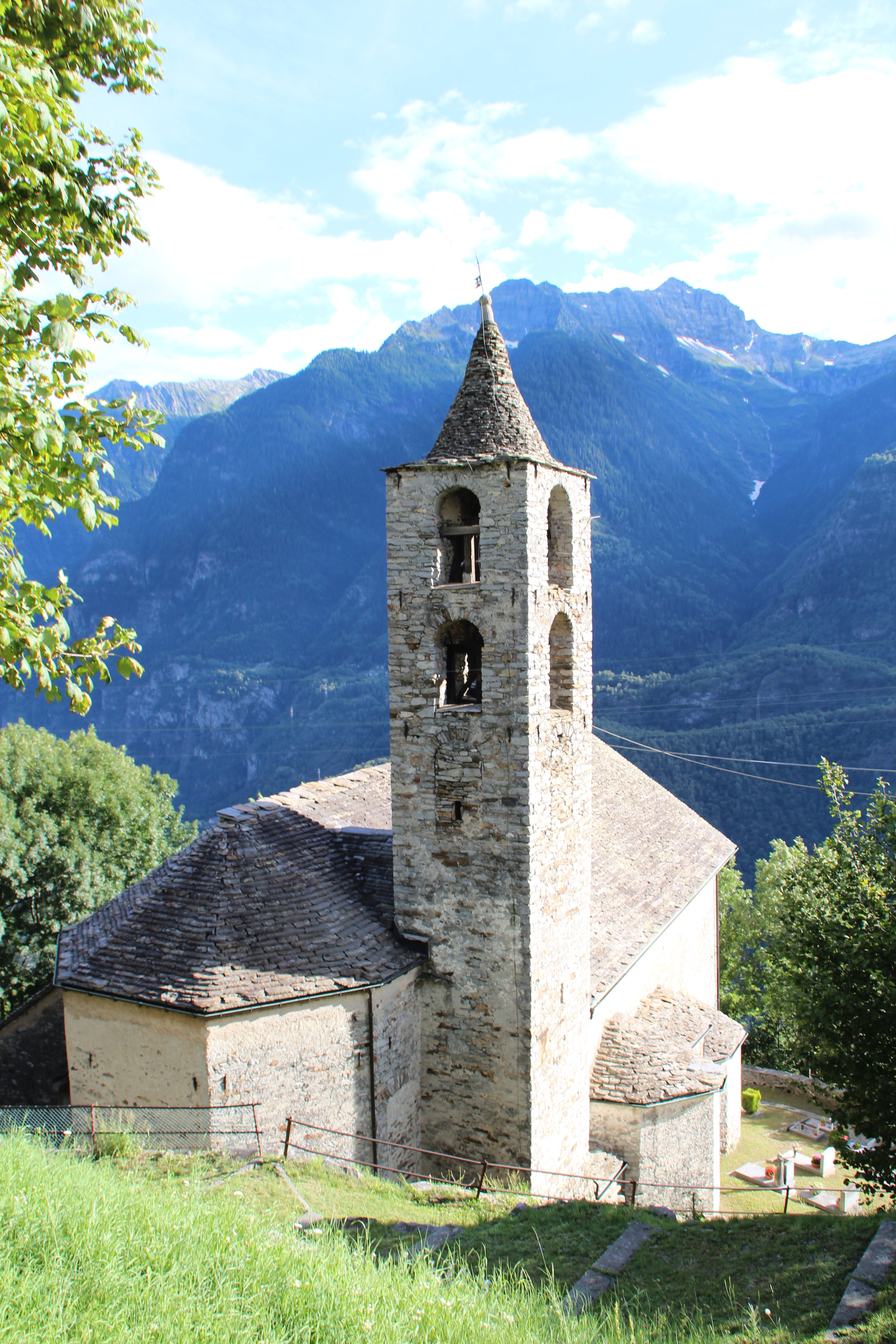
Kirche San Giovanni

Das Dorfbild ist im Inventar der schützenswerten Ortsbilder der Schweiz (ISOS) als schützenswertes Ortsbild der Schweiz von nationaler Bedeutung eingestuft.
- Pfarrkirche San Giovanni Battista Decollato: die 1404 geweihte Pfarrkirche wurde am 19. Januar 1667, wie ein grosser Teil des Dorfes (88 Tote), durch eine Lawine zerstört; ihr Wiederaufbau erfolgte 1670 an einem geschützteren Ort, restauriert im Jahre 1945–1946[8]
- Oratorium Sant’Antonio da Padova (1678/1684)[8]
- Im Ortsteil Monte Angone: Oratorium Santa Maria Addolorata (1757), restauriert im Jahr 1958[8]